# Östra viken
Östra viken (finska: Itälahti) är en vik i Finland.   Den ligger i landskapet Nyland, i den södra delen av landet, 120 km väster om huvudstaden Helsingfors.